# Шпехарі
Шпехарі (словен. Špeharji) — поселення в общині Чрномель, Південно-Східна Словенія, Словенія. Висота над рівнем моря: 277,9 м.